# Femmes du Mur des Lamentations

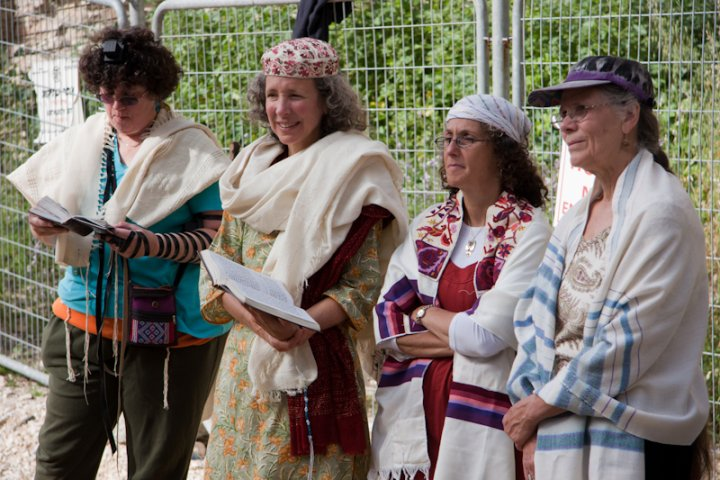
Groupe de Femmes du Mur

Femmes du Mur des Lamentations, (en hébreu : נשות הכותל Nashot HaKotel et en anglais : Women of the Wall abrégé en WOW), est une association féministe juive fondée en 1988 et basée en Israël, dont le but est de garantir le droit des femmes à porter les Sefer Torah, à lire dans la Torah et à se vêtir de vêtements religieux au mur des Lamentations (Kotel ou Mur occidental).
Cette association organise un groupe  de prière composé de femmes, dont plusieurs femmes rabbins, qui se réunit chaque mois à Rosh Hodesh (le premier jour du mois hébraïque) au Kotel. Le groupe prie traditionnellement et comprend des femmes qui lisent dans la Torah et qui portent le talith, les téfilines et la kippa. En raison de coutumes et usages qui se sont développés depuis 1967 sous le contrôle du rabbin officiel (orthodoxe) du Kotel concernant les femmes priant au mur, plusieurs membres du groupe ont été agressés par des religieux orthodoxes et arrêtés par la police du Kotel.

## Historique
Le Mur des Lamentations est un des sites juifs les plus sacrés. Il fait partie du mur de soutènement du mont du Temple sur lequel était élevé le Second Temple de Jérusalem avant sa destruction par les Romains en 70. Il est actuellement sous le contrôle du Grand-Rabbinat d'Israël avec une police spéciale dirigée par le chef de police du Kotel, Rafael Malichi.

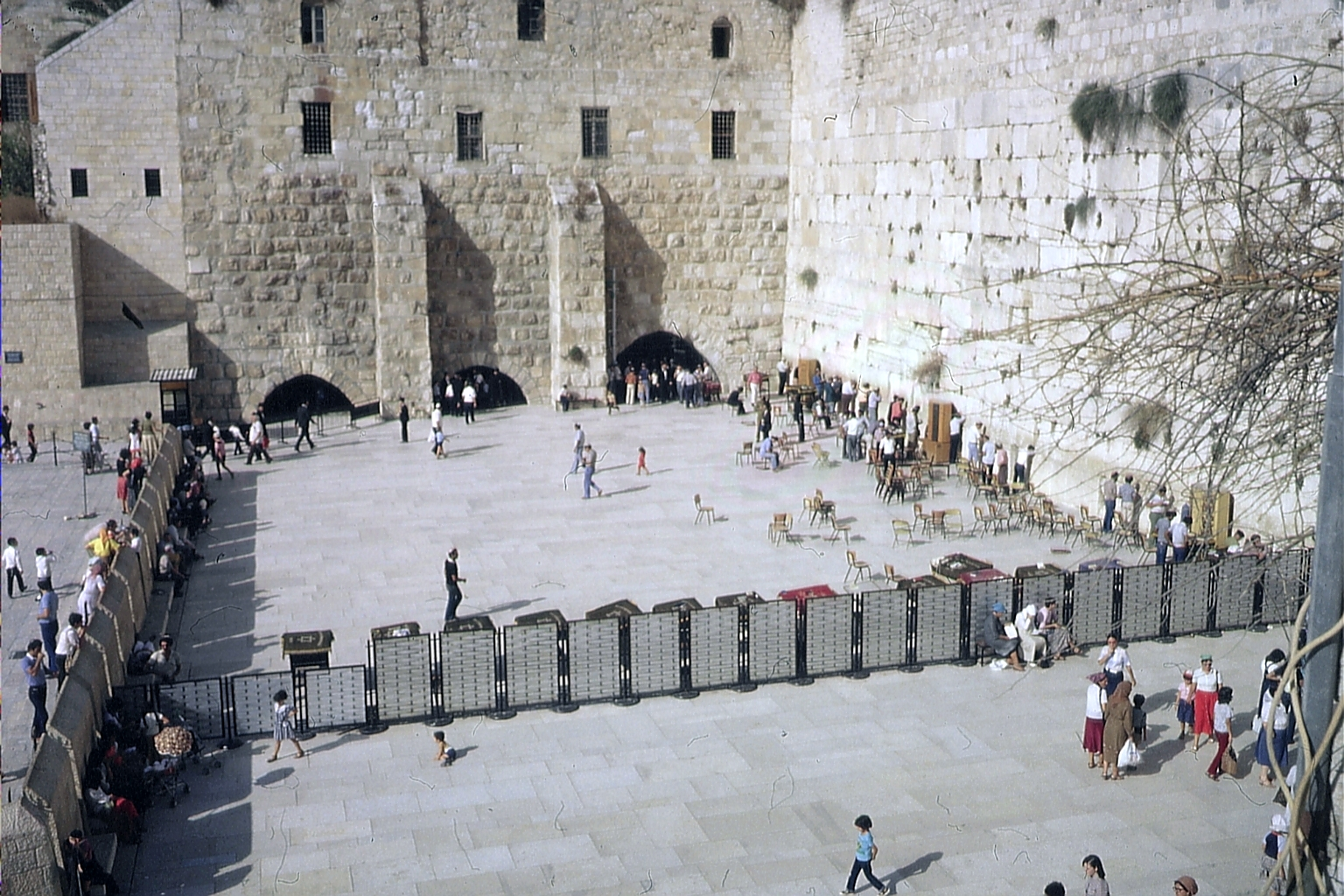
La séparation actuelle entre les hommes et les femmes

L'association Femmes du Mur des Lamentations est créée en décembre 1988 pendant la première Conférence féministe juive internationale qui se déroule à Jérusalem. L'une des fondatrices de l'association est l'activiste sociale Anat Hoffman Un groupe d'une centaine de participantes se rendent au Kotel pour prier dans la section du mur réservée aux femmes. Revêtant le talith, les téfilines et la kippa en priant et lisant dans la Torah, le groupe est assailli verbalement et physiquement par des hommes et des femmes haredim. Par la suite, un groupe de femmes de Jérusalem continue à venir prier au Kotel, se faisant régulièrement invectiver par les Haredims. À la suite d'un incident violent où les hommes haredims lancèrent des chaises dans la section des femmes, l'association Femmes du mur des Lamentations déposa une pétition auprès du gouvernement israélien, mais le gouvernement refusa la demande du groupe en y incluant une liste de positions halachiques interdisant aux femmes de prier en groupe, de toucher un rouleau de Torah et de porter des vêtements religieux. Les quelques femmes rabbins, membres de Femmes du mur des Lamentations  font remarquer que selon la loi juive, un rouleau de Torah ne peut jamais devenir rituellement impur si une femme le touche. 

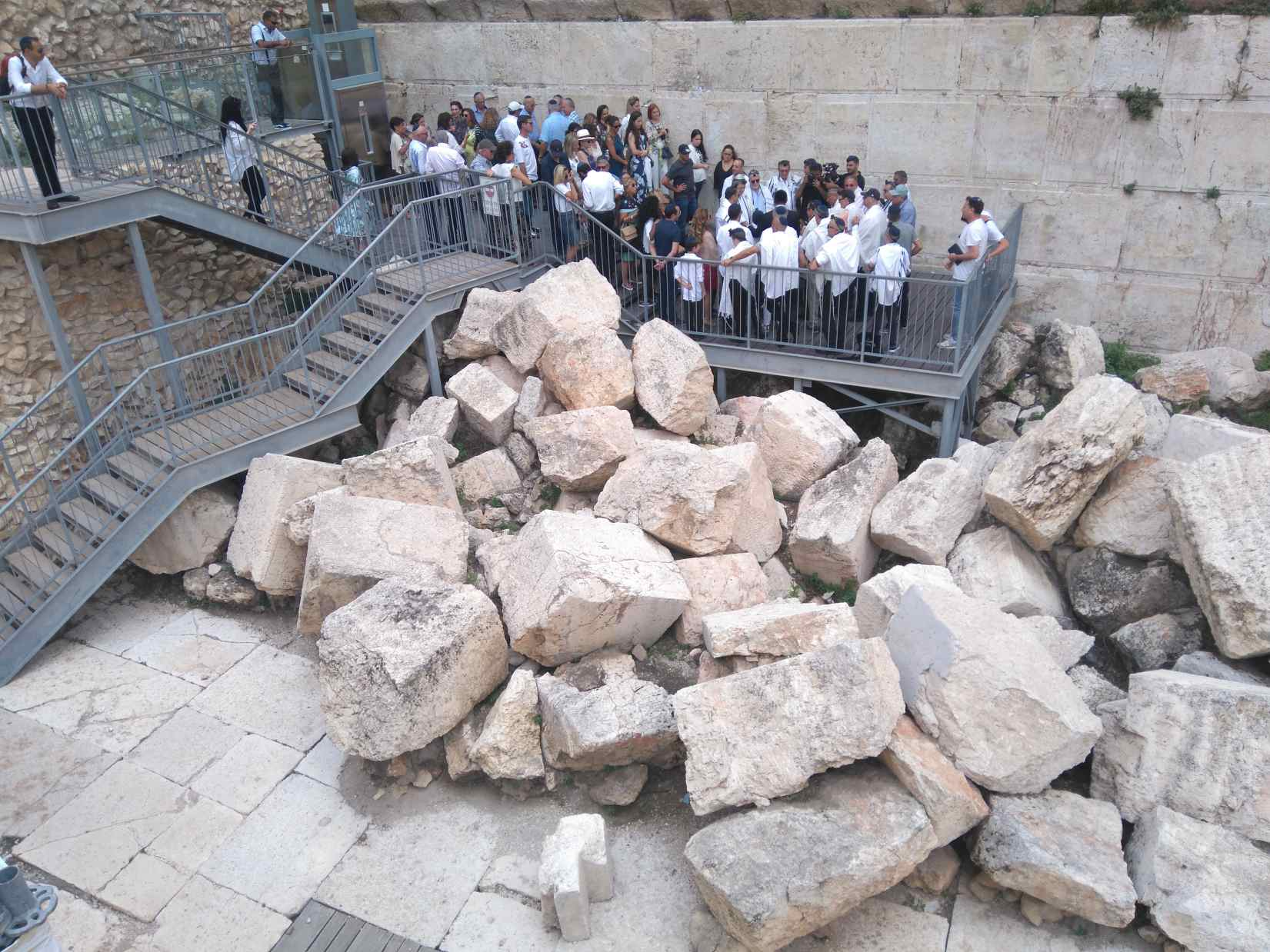
Espace mixte au sud de la rampe des Maghrébins en mai 2018 lors d'une bar mitzvah.

À la suite de violentes attaques physiques par des hommes haredim,,, l'association Femmes au Mur des Lamentations porte plainte de nouveau afin d'obtenir le droit d'organiser des prières au Kotel et pour contester la position du gouvernement d’Israël. Le différend religieux conduit à deux décisions de la Cour suprême d'Israël et à toute une série de débats à la Knesset. Le 22 mai 2002, la Cour suprême d'Israël décide qu'il est légal pour les Femmes du mur des Lamentations d'organiser des groupes de prière et de lire paisiblement la Torah dans la section du mur principal réservée aux femmes.

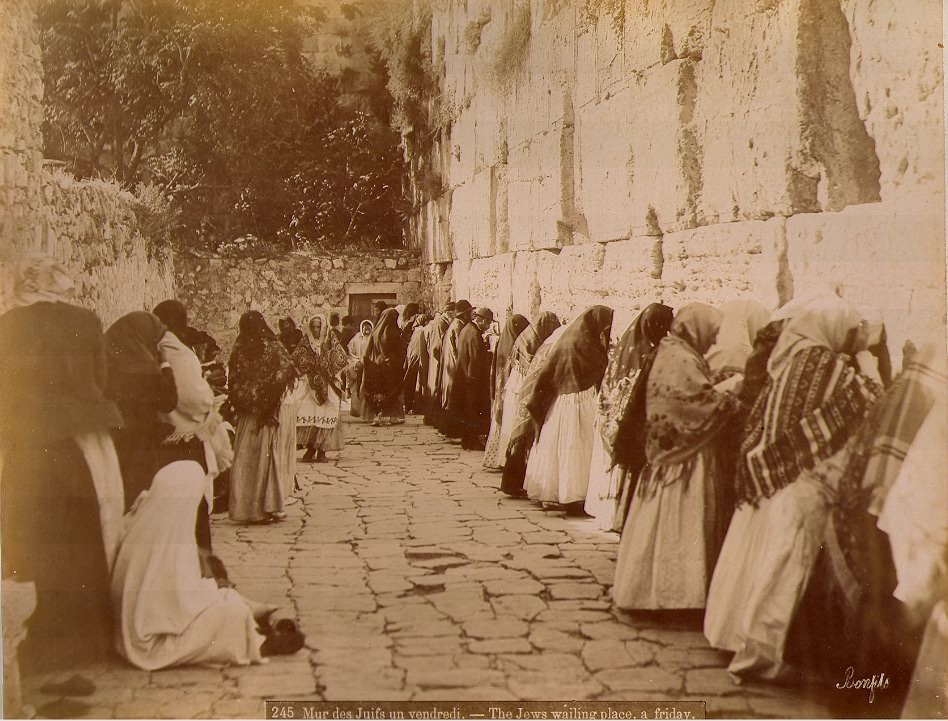
Dans les années 1880, il n'y a pas de séparation entre les femmes et les hommes. Photo de Félix Bonfils

Quatre jours plus tard, les partis haredi, y compris le Shass, introduisent plusieurs projets de loi pour annuler la décision de la Cour suprême d’Israël, y compris un projet de loi qualifiant de délit criminel le fait pour une femme de prier au Mur occidental d'une façon non traditionnelle, délit punissable d'une peine pouvant aller jusqu'à sept ans d'emprisonnement. Bien que la loi ne soit pas passée à la Knesset, la Cour suprême reconsidère sa première décision. Le 6 avril 2003, la Cour suprême révoque sa première décision et par 5 juges contre 4, confirme la décision du gouvernement israélien d'interdire à l'association Femmes du mur des Lamentations de lire de la Torah ou de porter le talith et les téfilines sur la place principale du Mur des lamentations, considérant que cela représente une menace à l'ordre et à la sécurité publics ; en même temps, la Cour suprême demande au gouvernement de proposer un site alternatif, comme près de l'Arc de Robinson.

Le site dit de l'Arc de Robinson, situé en fait juste au sud du Pont des Maghrébins, ouvre en octobre 2003. En mai 2018 cet espace consiste toujours en plateformes métalliques provisoires surplombant les énormes pierres abattues au Ier siècle par les Romains (voir photographie). Des services mixtes s'y déroulent, notamment pour des bar mitzvah.

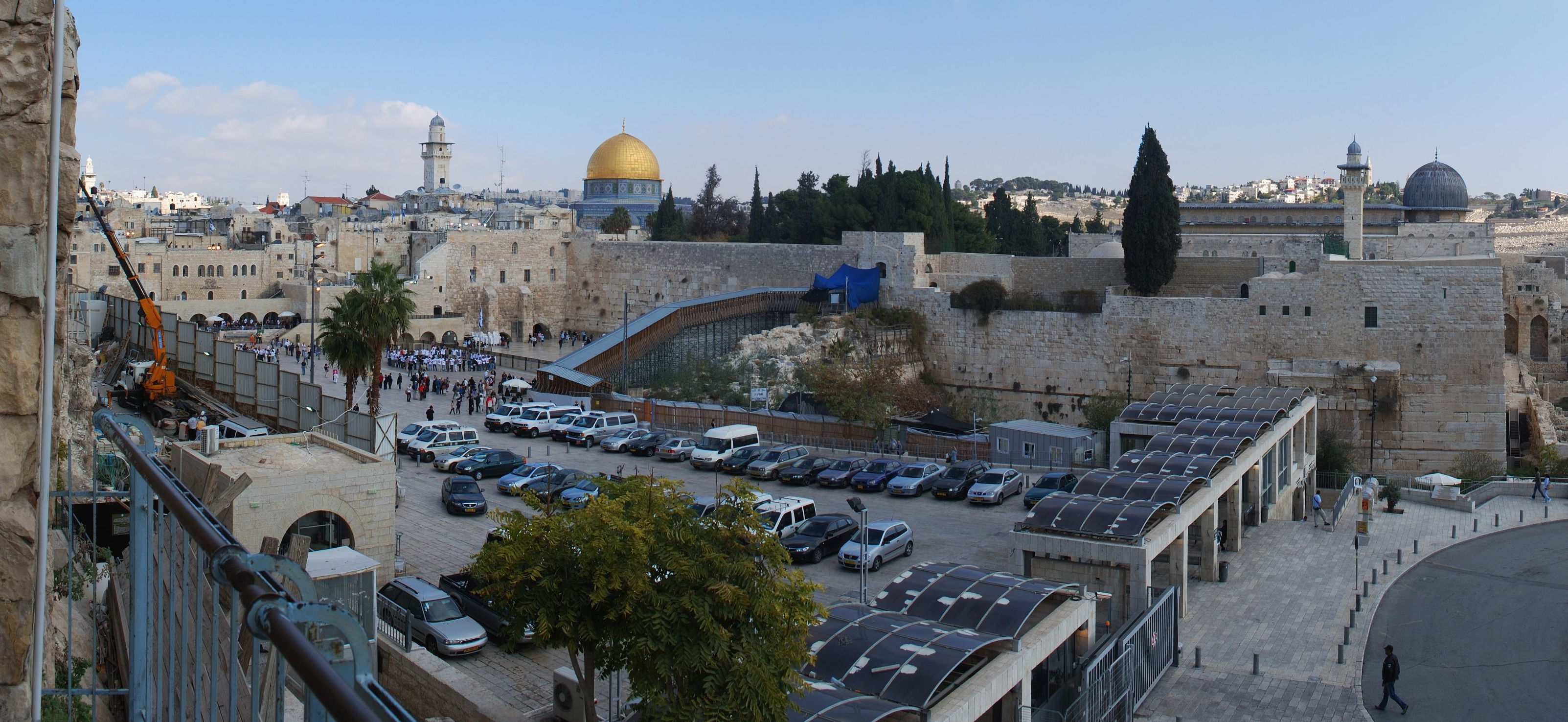
Vue d'ensemble de l'esplanade en 2009 : entrée et contrôle au premier plan à droite, lieu de prière ancestral au fond, à gauche du Pont des Maghrébins avec son accès (en bleu) à l'esplanade des mosquées.

## Arrestations
Plusieurs membres de l'association féministe ont été arrêtés pour des actes que Femmes du mur des Lamentations juge légaux d'après la décision de la Cour suprême.

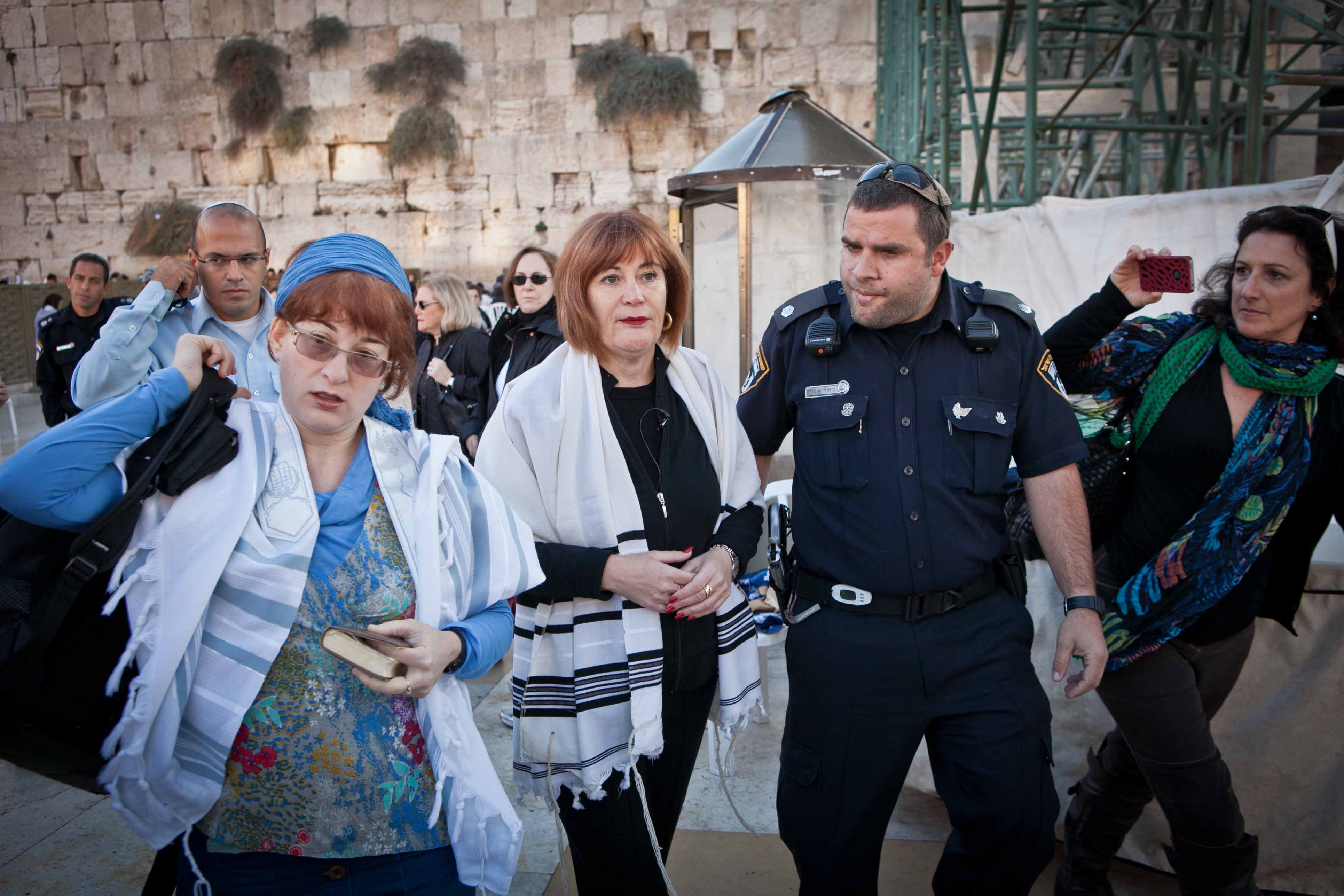
Lesley Sachs et Rachel Cohen Yeshurun de Women of the Wall, arrêtées par un officier de police, 2012

Nofrat Frenkel est arrêtée pour port d'un talith  et pour avoir porté une Torah en novembre 2009. Elle n'est pas accusée mais se voit interdire toute visite au Kotel pendant deux semaines.
La responsable de l'association, Anat Hoffman, est interrogée par la police en janvier 2010, avec prise de ses empreintes, et se voit menacer d'être accusée de crime pour son implication dans les actes de Femmes du mur des Lamentations. L'interrogatoire concerne l'office célébré par une femme rabbin réformiste  avec des membres de Femmes du mur des Lamentations, en décembre 2009.
Le 12 juillet 2010, Hoffman est arrêtée pour le port d'un rouleau de Torah. Elle reçoit une amende de 5 000 shekels et une interdiction d'approcher le Kotel pendant un mois.

## Point de vue desFemmes du Mur des Lamentations
L'association Femmes du Mur des Lamentations désire prier au Kotel de façon non-traditionnelle et présente sa position en termes de droit à l'égalité pour les femmes et de droit à la liberté religieuse. Leur mission est définie sur leur site : 
« Nous prenons sur nous d'éduquer les femmes juives et le public concernant les ramifications sociales, politiques et personnelles de la limitation et de la suppression du droit des femmes à prier en tant que groupe sur un site saint. Quand la loi et la société imposent le silence littéralement, publiquement et délibérément aux femmes en prière, c'est une violation de nos droits civiques, de nos droits humains et de notre liberté religieuse. L'éducation est la clé pour changer les perspectives, les lois et les vies. 
 

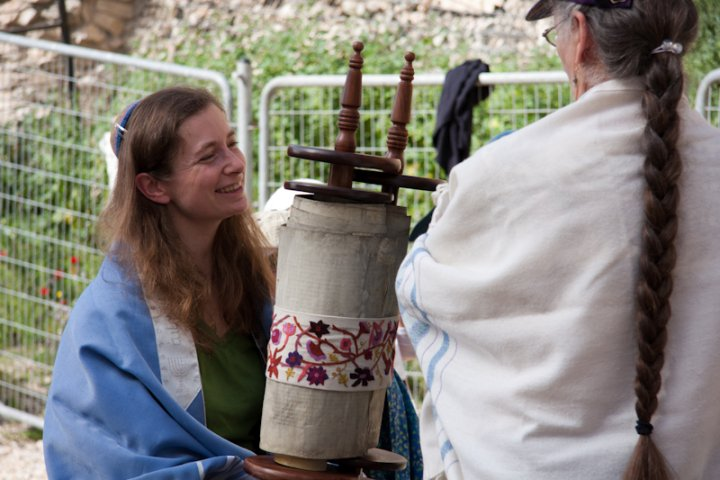
Femmes du Mur à Rosh Hodesh, 2013

Chaque fois que nous nous réunissons pour prier, nous permettons et encourageons les femmes juives à saisir la religion librement, selon leur propre voie. Nous nous situons fièrement au premier rang du mouvement pour le pluralisme religieux en Israël, dans l'espoir d'inspirer et de permettre aux femmes partout dans le monde et à travers la gamme des mouvements juifs de trouver leur voie spirituelle. »
Phyllis Chesler en tant qu'organisatrice de Femmes du Mur des Lamentations explique:   
« Quand une femme demande à être traitée comme un être humain, et qu'elle ne demande qu'une « place séparée mais égale » à la table du Père, qu'elle soit une femme « bonne » ou « mauvaise », elle est considérée comme une révolutionnaire effrontée. Nous demandons nos droits d'après la loi civile et religieuse. Quand nous priions, des hommes aussi bien que des femmes, nous ont agressées verbalement et physiquement. Nous demandons à l'État d'Israël de nous protéger afin que nous puissions exercer nos droits. L'état déclare qu'il ne peut pas enrayer les violences contre nous et que nous-mêmes avons provoqué la violence en perturbant/froissant les sensibilités de Juifs en prière. Les femmes ne sont pas vues comme des Juifs en prière avec des sensibilités.

Ce qui rend ce raisonnement difficile à comprendre, c'est que les autorités israéliennes ont continué à administrer l'accès en temps partagé pour le tombeau des Patriarches à Hébron, un site saint aussi bien pour les Juifs que pour les musulmans, même après que Baruch Goldstein eut abattu 29 musulmans en prière. Les autorités pourraient faire de même à notre intention au mur.  »

## Point de vue des mouvementsharedi
La raison de l'opposition des mouvements haredi à ce que Femmes du mur des Lamentations prie en groupe, est leur sentiment que Femmes du mur des Lamentations est motivée par des considérations politiques contre le judaïsme, plutôt que par le désir sincère de prier. Le rabbin Moshe Feinstein, éminent talmudiste et Posseq (décisionnaire en matière de Loi juive), a décidé que les groupes de prière de femmes sont autorisés seulement si leur motivation est considérée par les rabbins comme étant sincère et non influencée par le féminisme.
Les rabbins Arye et Dov Frimer, haredim adverses, ont à l'opposé, déclaré que les prières en groupe pour les femmes ne sont pas compatibles avec la Halakha. Selon le rabbin Avi Shafran, l'association Femmes du mur des Lamentations a aussi désobéi aux instructions du rabbin responsable du Mur et au rabbinat d'Israël.
Dans un article intitulé « Trojan Horse at the Western Wall », publié en 2000, Rabbi Shafran écrit :
« L'atmosphère d'hostilité, aussi, qui est distillée par les directives du groupe à ses membres, témoigne de quelque chose de beaucoup moins positif que l'aspiration spirituelle. « Rappelez-vous pourquoi vous faites ceci » écrit Jesse Bonn, un membre israélien du groupe, avec des mots inspirés, car « les voix des femmes, que ce soit en critique ou en prière ne seront pas réduites au silence. »

Même le langage employé par la porte-parole du groupe est un langage de guerre : La lutte se situe encore devant nous…Armés avec la déclaration légale de nos droits, nous serons capables de continuer le combat…[Note: les gras ont été ajoutés par Shafran lui-même], écrivent Danielle Bernstein, une juive orthodoxe et Phyllis Chesler, une dirigeante du comité directeur du groupe.  »
En plus  de leur opposition aux Femmes du Mur des Lamentations, la communauté haredi s'oppose aussi au chant des femmes en présence d'hommes, à la lecture de la Torah par celles-ci et à leur port du talith et des téfilines, les habits rituels traditionnellement associés aux hommes dans le judaïsme orthodoxe. Toutes ces pratiques sont interdites par les autorités religieuses haredi.

## Répercussion en Israël et aux États-Unis
Les événements ayant conduit à l'arrestation de plusieurs femmes membres de Femmes du Mur de Lamentations ont provoquét un tollé en Israël et surtout dans la diaspora, chez les groupes religieux soutenant le pluralisme religieux, notamment la Masorti Foundation for Conservative Judaism, l’Israel Movement for Progressive Judaism et l’Israel Religious Action Center (en).

## Conséquences
Le mathématicien et homme politique Natan Sharansky est chargé par Netanyahou de la création d’un « espace de prières mixte » situé au sud du Mur, au-delà de l’Arche de Robinson. En janvier 2016, le gouvernement d'Israël approuve ses conclusions. L’esplanade du mur sera agrandie pour permettre aux libéraux d’y prier, séparés des autres par le Pont des Maghrébins (voir Mur des Lamentations, espace de prière mixte).
En 2017, des services mixtes se tiennent sur l'esplanade du Kotel mais derrière les sections masculine et féminine, en dépit de brimades et d'hostilité de haredim, et en dépit du revirement du gouvernement en juin 2017 quant à la création d'un comité spécial pour gérer l'espace de prières mixte. En juin 2017, les travaux d'aménagement, qui n'ont pas été suspendus, ne sont pas encore achevés.

### Chute de pierres du Mur
Malgré l'effondrement de morceaux de pierre du mur en 2004 sur l'esplanade de prière principale et celui en juillet 2018 d'une pierre d'environ 100 kilos sur la zone de prière mixte où se réunissent notamment les membres de l'association les Femmes du Mur, les archéologues affirment que le mur n'est pas près de s'effondrer, bien que le chercheur (en)Zachi Dvira, directeur du (en)Temple Mount Sifting Project, soutienne au contraire qu'il est en péril. L'endroit où le bloc a atterri fait réagir plusieurs personnes dont le maire adjoint de Jérusalem, (en) Dov Kalmanovich, du parti sioniste-religieux le Foyer juif (HaBayit HaYehudi), qui suggère « que les Réformés, les Femmes du Mur et les autres provocateurs fassent leur examen de conscience, et non le mur ».